# Nitro (Rapper)

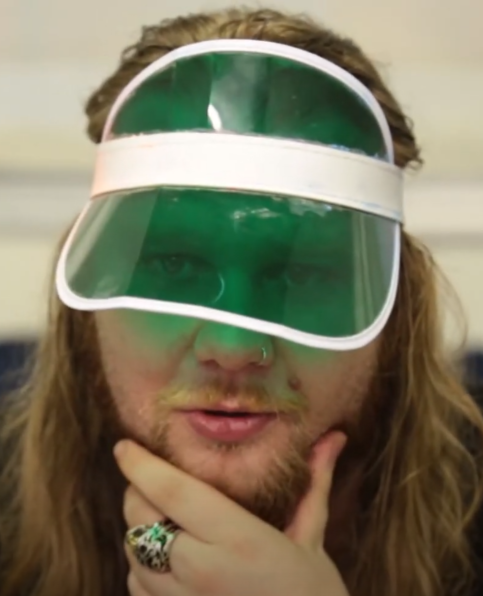
Nitro (2017)

Nitro (* 11. Februar 1993 in Vicenza als Nicola Albera), auch bekannt als Wilson oder Phil de Payne, ist ein italienischer Rapper.

## Karriere
In jungen Jahren nahm der Rapper mit Erfolg an diversen Freestyle-Wettbewerben teil, mit der Crew Gioventù Bruciata veröffentlichte er 2010 auch ein erstes Mixtape. Unter dem Pseudonym Wilson Kemper beteiligte er sich an der Gruppe The Villains, die sich zwischen Rap, Dubstep, elektronischer Musik und Hardcore bewegte. 2012 erreichte Nitro beim Freestyle-Wettbewerb MTV Spit den zweiten Platz nach Ensi; außerdem schloss er sich der Crew Machete um Salmo an und war auf der EP Casus Belli von Fabri Fibra zu hören. Nitros Debütalbum Danger erschien 2014 im Vertrieb von Sony; insbesondere das Mixtape Machete Mixtape vol 3 brachte dem Rapper (und der Crew) in diesem Jahr große Aufmerksamkeit ein. 2015 legte er sein zweites Album Suicidol nach, das von ebenso erfolgreichen Singles und einer Tournee begleitet wurde.
2016 veröffentlichte Nitro eine neue Edition seines zweiten Albums, Suicidol – Post mortem. Ein Jahr später erschien das dritte Album No Comment, mit Gastbeiträgen von u. a. Salmo und MadMan, das die Spitze der italienischen Albumcharts erreichen konnte.

## Diskografie

### Alben
| Jahr | Titel Musiklabel                                | Höchstplatzierung, Gesamtwochen, AuszeichnungChartsChartplatzierungen (Jahr, Titel, Musiklabel, Platzierungen, Wochen, Auszeichnungen, Anmerkungen) | Anmerkungen                                              | [↑]: gemeinsam behandelt mit vorhergehendem Eintrag; [←]: in beiden Charts platziert |
| Jahr | Titel Musiklabel                                | IT | Anmerkungen                                              |                                                                                      |
| ---- | ----------------------------------------------- | --- | -------------------------------------------------------- | ------------------------------------------------------------------------------------ |
| 2013 | Danger Epic Records (Sony)                      | IT4 Gold · (14 Wo.)IT | Erstveröffentlichung: 16. Juli 2013 Verkäufe: + 25.000   |                                                                                      |
| 2015 | Suicidol Sony Music (Sony)                      | IT4 ×2Doppelplatin · (68 Wo.)IT | Erstveröffentlichung: 26. Mai 2015 Verkäufe: + 100.000   |                                                                                      |
| 2016 | Suicidol – Post mortem Sony Music (Sony)[IT: ↑] | IT4 ×2Doppelplatin · (68 Wo.)IT | Erstveröffentlichung: 3. Juni 2016                       |                                                                                      |
| 2018 | No Comment Sony Music (Sony)                    | IT1 Platin · (36 Wo.)IT | Erstveröffentlichung: 12. Januar 2018 Verkäufe: + 50.000 |                                                                                      |
| 2020 | Garbage Arista Records (Sony)                   | IT1 Gold · (22 Wo.)IT | Erstveröffentlichung: 6. März 2020 Verkäufe: + 25.000    |                                                                                      |
| 2023 | Outsider Epic Records (Sony)                    | IT3 Gold · (6 Wo.)IT | Erstveröffentlichung: 7. April 2023 Verkäufe: + 25.000   |                                                                                      |

### Singles
| Jahr | Titel Album                                  | Höchstplatzierung, Gesamtwochen, AuszeichnungChartsChartplatzierungen (Jahr, Titel, Album, Platzierungen, Wochen, Auszeichnungen, Anmerkungen) | Anmerkungen                                                           |
| Jahr | Titel Album                                  | IT | Anmerkungen                                                           |
| --- | -------------------------------------------- | --- | --------------------------------------------------------------------- |
| 2017 | Buio Omega No Comment                        | IT40 (3 Wo.)IT | Erstveröffentlichung: 4. Dezember 2017                                |
| 2018 | Lucifero –                                   | IT75 (1 Wo.)IT | Erstveröffentlichung: 24. Oktober 2018                                |
| 2020 | Saturno Garbage                              | IT27 (2 Wo.)IT | Erstveröffentlichung: 6. März 2020                                    |
| 2020 | Ossigeno Garbage                             | IT53 (1 Wo.)IT | Erstveröffentlichung: 11. Dezember 2020 feat. Vegas Jones             |
| 2023 | Too Late Outsider                            | IT29 Gold · (5 Wo.)IT | Erstveröffentlichung: 13. Oktober 2023 Verkäufe: + 50.000; mit Madame |
| Folgende Lieder erschienen nicht als Single, wurden aber durch das Album zum Download und Streaming bereitgestellt und konnten somit eine Platzierung erlangen: |                                              | |                                                                       |
| |                                              | |                                                                       |
| 2014 | Non sopporto Machete Mixtape III             | IT78 (1 Wo.)IT | Salmo, Nitro & Jack the Smoker feat. Stereoliez & Ceri                |
| 2018 | Chairaggione No Comment                      | IT11 Gold · (3 Wo.)IT | Verkäufe: + 25.000; feat. Salmo                                       |
| 2018 | Infamity Show No Comment                     | IT22 (4 Wo.)IT |                                                                       |
| 2018 | OK Corral No Comment                         | IT30 (1 Wo.)IT | feat. MadMan                                                          |
| 2018 | Ho fatto bene No Comment                     | IT33 (2 Wo.)IT |                                                                       |
| 2018 | Passepartout No Comment                      | IT35 (1 Wo.)IT | feat. Lazza                                                           |
| 2018 | V!iolence No Comment                         | IT51 (1 Wo.)IT |                                                                       |
| 2018 | Last Man Standing No Comment                 | IT54 (1 Wo.)IT |                                                                       |
| 2018 | N.V.M.L. No Comment                          | IT58 (1 Wo.)IT | feat. Dani Faiv                                                       |
| 2018 | San Junipero I No Comment                    | IT67 (1 Wo.)IT |                                                                       |
| 2018 | San Junipero II No Comment                   | IT68 (1 Wo.)IT |                                                                       |
| 2018 | Horror vacui No Comment                      | IT69 (1 Wo.)IT |                                                                       |
| 2018 | DM No Comment                                | IT74 (1 Wo.)IT |                                                                       |
| 2019 | Marylean Machete Mixtape 4                   | IT3 ×2Doppelplatin · (18 Wo.)IT | Verkäufe: + 140.000; Machete, Salmo & Nitro feat. Marracash           |
| 2019 | No Way Machete Mixtape 4                     | IT10 Platin · (9 Wo.)IT | Verkäufe: + 50.000; Machete, Tedua & Tha Supreme feat. Nitro          |
| 2019 | FQCMP Machete Mixtape 4                      | IT23 (4 Wo.)IT | Machete, Dani Faiv & Nitro feat. Salmo                                |
| 2019 | Ken Shiro Machete Mixtape 4                  | IT29 (3 Wo.)IT | Machete & Nitro                                                       |
| 2019 | Machete Bo$$ Machete Mixtape 4               | IT36 (2 Wo.)IT | Machete, Dani Faiv & Jack the Smoker feat. Nitro                      |
| 2019 | Skit Freestyle Machete Mixtape 4             | IT40 (2 Wo.)IT | Machete, Jack the Smoker & Nitro                                      |
| 2019 | Charles Manson (Buon Natale 2) Playlist Live | IT3 Platin · (9 Wo.)IT | Verkäufe: + 70.000; mit Salmo & Dani Faiv feat. Lazza                 |
| 2020 | Rap Shit Garbage                             | IT10 Gold · (4 Wo.)IT | Verkäufe: + 35.000; feat. Tha Supreme & Gemitaiz                      |
| 2020 | Okay?! Garbage                               | IT19 (2 Wo.)IT | feat. Lazza                                                           |
| 2020 | Garbage                                      | IT26 (1 Wo.)IT |                                                                       |
| 2020 | Avvoltoi Garbage                             | IT32 (1 Wo.)IT | feat. Fabri Fibra                                                     |
| 2020 | Wormhole Garbage                             | IT43 (1 Wo.)IT |                                                                       |
| 2020 | Come non detto Garbage                       | IT47 (1 Wo.)IT | feat. Dani Faiv                                                       |
| 2020 | Libellule Garbage                            | IT50 (1 Wo.)IT |                                                                       |
| 2020 | Gostoso Garbage                              | IT53 (1 Wo.)IT | feat. Giame                                                           |
| 2020 | Cicatrici Garbage                            | IT54 (1 Wo.)IT |                                                                       |
| 2020 | No Privacy / No Caption Needed Garbage       | IT58 (1 Wo.)IT | feat. Joan Thiele                                                     |
| 2020 | Murdamurdamurda Garbage                      | IT60 (1 Wo.)IT | feat. Ocean Wisdom, Ward 21 & Victor Kwality                          |
| 2020 | Blood Garbage                                | IT61 (1 Wo.)IT | feat. Doll Kill                                                       |
| 2020 | Rispetto Garbage                             | IT88 (1 Wo.)IT |                                                                       |

Weitere Singles
- 2013: Margot – Gold (25.000+)[5]
- 2015: Rotten – Platin (50.000+)[5]
- 2015: Storia di un defunto artista – Gold (25.000+)[5]
- 2015: Pleasantville – ×2Doppelplatin  (140.000+)[5]
- 2015: Sassi e diamanti – Gold (25.000+)[5]
- 2015: Baba Jaga – Gold (25.000+)[5]

### Gastbeiträge
| Jahr | Titel Album                    | Höchstplatzierung, Gesamtwochen, AuszeichnungChartsChartplatzierungen (Jahr, Titel, Album, Platzierungen, Wochen, Auszeichnungen, Anmerkungen) | Anmerkungen                                                                          |
| Jahr | Titel Album                    | IT | Anmerkungen                                                                          |
| --- | ------------------------------ | --- | ------------------------------------------------------------------------------------ |
| 2017 | MOB Zzala                      | IT34 Platin · (6 Wo.)IT | Erstveröffentlichung: 7. April 2017 Verkäufe: + 50.000; Lazza feat. Salmo & Nitro    |
| 2017 | Trankilo Chic Nisello          | IT47 Platin · (12 Wo.)IT | Verkäufe: + 50.000; Vegas Jones feat. Nitro                                          |
| 2019 | Certi giorni 68 - Till the End | IT44 Platin · (5 Wo.)IT | Erstveröffentlichung: 27. März 2019 Verkäufe: + 70.000; Ernia feat. Nitro            |
| Folgende Lieder erschienen nicht als Single, wurden aber durch das Album zum Download und Streaming bereitgestellt und konnten somit eine Platzierung erlangen: |                                | |                                                                                      |
| |                                | |                                                                                      |
| 2016 | Title? Hellvisback Platinum    | IT39 Platin · (2 Wo.)IT | Verkäufe: + 50.000; Salmo feat. Nitro & Axos                                         |
| 2018 | Dispovery Channel Playlist     | IT10 Gold · (9 Wo.)IT | Verkäufe: + 25.000; Salmo feat. Nitro                                                |
| 2020 | Machete mob Scusate            | IT13 (2 Wo.)IT | Dani Faiv feat. Lazza, Nitro, Hell Raton & Jack the Smoker                           |
| 2020 | 5G BV3                         | IT34 (2 Wo.)IT | Bloody Vinyl, Slait, Young Miles & Low Kidd feat. Nitro, Fabri Fibra & Jake La Furia |
| 2020 | Mama QVC9                      | IT4 Platin · (12 Wo.)IT | Verkäufe: + 70.000; Gemitaiz feat. Nitro                                             |

## Belege
1. ↑  Nitro. In: MTV.it. Archiviert vom Original (nicht mehr online verfügbar) am 30. Oktober 2017; abgerufen am 3. April 2018 (italienisch).  Info: Der Archivlink wurde automatisch eingesetzt und noch nicht geprüft. Bitte prüfe Original- und Archivlink gemäß Anleitung und entferne dann diesen Hinweis.
2. ↑  Nitro, esce “Suicidol – Post mortem” e parte il tour. In: Rockol.it. 24. Mai 2016, abgerufen am 3. April 2018 (italienisch).
3. ↑  Nitro racconta “No Comment”: “Nessuno vuole più fare le rime”. La recensione. In: Rockol.it. 15. Januar 2018, abgerufen am 3. April 2018 (italienisch).
4. ↑  Alben von Nitro. In: Italiancharts.com. Hung Medien, abgerufen am 3. April 2018.
5. 1 2 3 4 5 6 7 8 9 10 11 12 13 14 15 16 17 18 19 20 21 22 23  Certificazioni, Nitro. FIMI, abgerufen am 29. Juli 2025 (italienisch).
6. 1 2  Archivio classifiche Top Singoli. FIMI, abgerufen am 29. Juli 2025 (italienisch).

| Personendaten    | Personendaten                                        |
| ---------------- | ---------------------------------------------------- |
| NAME             | Nitro                                                |
| ALTERNATIVNAMEN  | Albera, Nicola (Geburtsname); Wilson; De Payne, Phil |
| KURZBESCHREIBUNG | italienischer Rapper                                 |
| GEBURTSDATUM     | 11. Februar 1993                                     |
| GEBURTSORT       | Vicenza                                              |